# Podsumowanie startów zespołu Prost w Formule 1
13 lutego 1997, Alain Prost kupił od Flavio Briatore zespół Ligier, zmieniając jego nazwę na Prost Grand Prix. Pierwsze punkty dla zespołu zdobył Olivier Panis, który dojechał na piątej pozycji w Grand Prix Australii 1997. Francuz wywalczył pierwsze podium dla ekipy w kolejnym wyścigu, w Brazylii. Najlepszy rezultat stajni w wyścigu to drugie miejsce, które wywalczyli Olivier Panis w Grand Prix Hiszpanii 1997 i Jarno Trulli w Grand Prix Europy 1999.
W październiku 2001, zespół został postawiony w stan upadłości, a w styczniu 2002, stajnia została zlikwidowana ze względu na wielomilionowe długi ekipy. Podczas startów w Formule 1, Prost uczestniczył w 83 wyścigach Grand Prix, zdobywając 35 punktów.

## Wyniki
Najlepszy wynik w klasyfikacji konstruktorów, Prost zanotował w swoim pierwszym sezonie, gdzie zajęli oni szóste miejsce. Najgorzej wiodło się im w sezonie 2000, gdzie zajęli jedenaste miejsce, nie zdobywając ani jednego punktu.
Źródło: chicanef1.com
| Sezon | Konstruktor       | Kierowcy              | Wyniki kierowców | Wyniki kierowców | Wyniki kierowców | Wyniki kierowców | Wyniki kierowców | Wyniki kierowców | Wyniki kierowców | Wyniki kierowców | Wyniki kierowców | Wyniki kierowców | Wyniki kierowców | Wyniki kierowców | Wyniki kierowców | Wyniki kierowców | Wyniki kierowców  | Wyniki kierowców  | Wyniki kierowców | Wyniki kierowców | Wyniki kierowców | Wyniki konstruktora | Wyniki konstruktora |
| 1997  |                   |                       | Australia        | Brazylia         | Argentyna        | San Marino       | Monako           | Hiszpania        | Kanada           | Francja          | Wielka Brytania  | Niemcy           | Węgry            | Belgia           | Włochy           | Austria          | Luksemburg        | Japonia           | Unia Europejska  | Punkty           | Pozycja          | Punkty              | Pozycja             |
| ----- | ----------------- | --------------------- | ---------------- | ---------------- | ---------------- | ---------------- | ---------------- | ---------------- | ---------------- | ---------------- | ---------------- | ---------------- | ---------------- | ---------------- | ---------------- | ---------------- | ----------------- | ----------------- | ---------------- | ---------------- | ---------------- | ------------------- | ------------------- |
| 1997  | Prost-Mugen-Honda | Olivier Panis         | 5                | 3                | NU               | 8                | 4                | 2                | 11               |                  |                  |                  |                  |                  |                  |                  | 6                 | NU                | 7                | 16               | 9                | 21                  | 6                   |
| 1997  | Prost-Mugen-Honda | Jarno Trulli          |                  |                  |                  |                  |                  |                  |                  | 10               | 8                | 4                | 7                | 15               | 10               | NU               |                   |                   |                  | 3                | 15               | 21                  | 6                   |
| 1997  | Prost-Mugen-Honda | Shinji Nakano         | 7                | 14               | NU               | NU               | NU               | NU               | 6                | NU               | 11               | 7                | 6                | NU               | 11               | NU               | NU                | NU                | 10               | 2                | 18               | 21                  | 6                   |
| 1998  |                   |                       | Australia        | Brazylia         | Argentyna        | San Marino       | Hiszpania        | Monako           | Kanada           | Francja          | Wielka Brytania  | Austria          | Niemcy           | Węgry            | Belgia           | Włochy           | Luksemburg        | Japonia           |                  | Punkty           | Pozycja          | Punkty              | Pozycja             |
| 1998  | Prost-Peugeot     | Olivier Panis         | 9                | NU               | 15               | 11               | 16               | NU               | NU               | 11               | NU               | NU               | 15               | 12               | NW               | NU               | 12                | 11                |                  | 0                | 22               | 1                   | 9                   |
| 1998  | Prost-Peugeot     | Jarno Trulli          | NU               | NU               | 11               | NU               | 9                | NU               | NU               | NU               | NU               | 10               | 12               | NU               | 6                | 13               | NU                | 12                |                  | 1                | 16               | 1                   | 9                   |
| 1999  |                   |                       | Australia        | Brazylia         | San Marino       | Monako           | Hiszpania        | Kanada           | Francja          | Wielka Brytania  | Austria          | Niemcy           | Węgry            | Belgia           | Włochy           | Unia Europejska  | Malezja           | Japonia           |                  | Punkty           | Pozycja          | Punkty              | Pozycja             |
| 1999  | Prost-Peugeot     | Olivier Panis         | NU               | 6                | NU               | NU               | NU               | 9                | 8                | 13               | 10               | 6                | 10               | 13               | 11               | 9                | NU                | NU                |                  | 2                | 15               | 9                   | 7                   |
| 1999  | Prost-Peugeot     | Jarno Trulli          | NU               | NU               | NU               | 7                | 6                | NU               | 7                | 9                | 7                | NU               | 8                | 12               | NU               | 2                | NU                | NU                |                  | 7                | 11               | 9                   | 7                   |
| 2000  |                   |                       | Australia        | Brazylia         | San Marino       | Wielka Brytania  | Hiszpania        | Unia Europejska  | Monako           | Kanada           | Francja          | Austria          | Niemcy           | Węgry            | Belgia           | Włochy           | Stany Zjednoczone | Japonia           | Malezja          | Punkty           | Pozycja          | Punkty              | Pozycja             |
| 2000  | Prost-Peugeot     | Jean Alesi            | NU               | NU               | NU               | 10               | NU               | 9                | NU               | NU               | 14               | NU               | NU               | NU               | NU               | 12               | NU                | NU                | 11               | 0                | 22               | 0                   | 11                  |
| 2000  | Prost-Peugeot     | Nick Heidfeld         | 9                | NU               | NU               | NU               | NU               | DK               | 8                | NU               | 12               | NU               | 12               | NU               | NU               | NU               | 9                 | NU                | NU               | 0                | 20               | 0                   | 11                  |
| 2001  |                   |                       | Australia        | Malezja          | Brazylia         | San Marino       | Hiszpania        | Austria          | Monako           | Kanada           | Unia Europejska  | Francja          | Wielka Brytania  | Niemcy           | Węgry            | Belgia           | Włochy            | Stany Zjednoczone | Japonia          | Punkty           | Pozycja          | Punkty              | Pozycja             |
| 2001  | Prost-Acer        | Jean Alesi            | 9                | 9                | 8                | 9                | 10               | 10               | 6                | 5                | 15               | 12               | 11               | 6                |                  |                  |                   |                   |                  | 4 (5)            | 15               | 4                   | 9                   |
| 2001  | Prost-Acer        | Heinz-Harald Frentzen |                  |                  |                  |                  |                  |                  |                  |                  |                  |                  |                  |                  | NU               | 9                | NU                | 10                | 12               | 0 (6)            | 13               | 4                   | 9                   |
| 2001  | Prost-Acer        | Gastón Mazzacane      | NU               | 12               | NU               | NU               |                  |                  |                  |                  |                  |                  |                  |                  |                  |                  |                   |                   |                  | 0                | 25               | 4                   | 9                   |
| 2001  | Prost-Acer        | Luciano Burti         |                  |                  |                  |                  | 11               | 11               | NU               | 8                | 12               | 10               | NU               | NU               | NU               | NU               |                   |                   |                  | 0                | 20               | 4                   | 9                   |
| 2001  | Prost-Acer        | Tomáš Enge            |                  |                  |                  |                  |                  |                  |                  |                  |                  |                  |                  |                  |                  |                  | 12                | 14                | NU               | 0                | 24               | 4                   | 9                   |

## Podsumowanie
| Ważne wyścigi     | Ważne wyścigi                                                    |
| ----------------- | ---------------------------------------------------------------- |
| Debiut            | Grand Prix Australii 1997 (#1, Olivier Panis, Shinji Nakano)     |
| Pierwsze punkty   | Grand Prix Australii 1997 (#1, Olivier Panis)                    |
| Pierwsze podium   | Grand Prix Brazylii 1997 (#2, Olivier Panis)                     |
| Ostatni           | Grand Prix Japonii 2001 (#83, Heinz-Harald Frentzen, Tomáš Enge) |
| Najwyższe pozycje |                                                                  |
| Kwalifikacje      | 3                                                                |
| Wyścig            | 2                                                                |

## Statystyki
Źródło: Wyprzedź Mnie!, chicanef1.com
| Sezon | Zespół                  | Konstruktor       | Zgłoszenia | GP | PKT | P.  | P1 | P2 | P3 | Punkt. | PP | NO | NS | DK | NZ |
| --- | ----------------------- | ----------------- | ---------- | -- | --- | --- | -- | -- | -- | ------ | -- | -- | -- | -- | -- |
| 1997 | Prost Gauloises Blondes | Prost-Mugen-Honda | 34         | 17 | 21  | 6   | -  | 1  | 1  | 8      | -  | -  | 12 | -  | -  |
| 1998 | Gauloises Prost Peugeot | Prost-Peugeot     | 32         | 16 | 1   | 9   | -  | -  | -  | 1      | -  | -  | 16 | -  | -  |
| 1999 | Gauloises Prost Peugeot | Prost-Peugeot     | 32         | 16 | 9   | 7   | -  | 1  | -  | 4      | -  | -  | 14 | -  | -  |
| 2000 | Gauloises Prost Peugeot | Prost-Peugeot     | 34         | 17 | 0   | 11  | -  | -  | -  | 0      | -  | -  | 22 | 1  | -  |
| 2001 | Prost Grand Prix        | Prost-Acer        | 34         | 17 | 4   | 9   | -  | -  | -  | 3      | -  | -  | 11 | -  | -  |
| Razem | 5                       | 3                 | 166        | 83 | 35  | 1x6 | -  | 2  | 1  | 16     | -  | -  | 75 | 1  | -  |
| Sezon | Zespół                  | Konstruktor       | Zgłoszenia | GP | PKT | P.  | P1 | P2 | P3 | Punkt. | PP | NO | NS | DK | NZ |
| Zgłoszenia - starty wszystkich samochodów; GP - zaliczone Grand Prix; P. - pozycja końcowa; P1, P2, P3 - pozycje na podium; Punkt. - punktował; PP - pole position; NO - najszybsze okrążenia; NS - niesklasyfikowany; DK - dyskwalifikacje; NZ - nie zakwalifikował się |                         |                   |            |    |     |     |    |    |    |        |    |    |    |    |    |

## Informacje techniczne
W pierwszym roku startów, Prost korzystał z silników Mugen-Honda. Przez trzy następne sezony, samochody Prosta były napędzane jednostkami napędowymi Peugeota. W sezonie 2001 stajnia korzystała ze starych silników Ferrari, ukrytych pod nazwą Acer. W sezonach 1997–2000 dostawcą ogumienia był Bridgestone, natomiast w 2001 opony były dostarczane przez Michelin.
Źródło: Wyprzedź Mnie!, chicanef1.com
| Sezon | Zespół                  | Podwozie   | Silnik (Typ)                                            | Opony       |
| ----- | ----------------------- | ---------- | ------------------------------------------------------- | ----------- |
| 1997  | Prost Gauloises Blondes | Prost JS45 | Mugen-Honda MF301HA 3.0 V10 Mugen-Honda MF301HB 3.0 V10 | Bridgestone |
| 1998  | Gauloises Prost Peugeot | Prost AP01 | Peugeot A16 3.0 V10                                     | Bridgestone |
| 1999  | Gauloises Prost Peugeot | Prost AP02 | Peugeot A18 3.0 V10                                     | Bridgestone |
| 2000  | Gauloises Prost Peugeot | Prost AP03 | Peugeot A20 3.0 V10                                     | Bridgestone |
| 2001  | Prost Grand Prix        | Prost AP04 | Acer A01 3.0 V10                                        | Michelin    |
| Razem | 3                       | 5          | 6                                                       | 2           |
| Sezon | Zespół                  | Podwozie   | Silnik (Typ)                                            | Opony       |

## Kierowcy
Źródło: chicanef1.com
|     | Kierowca              | Sezony    | Starty | PP | Wygrane | MŚ | Zespół    |
| --- | --------------------- | --------- | ------ | -- | ------- | -- | --------- |
| FRA | Olivier Panis         | 1997–1999 | 42     | -  | -       |    | fabryczny |
| JPN | Shinji Nakano         | 1997      | 17     | -  | -       |    | fabryczny |
| ITA | Jarno Trulli          | 1997–1999 | 39     | -  | -       |    | fabryczny |
| FRA | Jean Alesi            | 2000–2001 | 29     | -  | -       |    | fabryczny |
| GER | Nick Heidfeld         | 2000      | 17     | -  | -       |    | fabryczny |
| ARG | Gastón Mazzacane      | 2001      | 4      | -  | -       |    | fabryczny |
| BRA | Luciano Burti         | 2001      | 10     | -  | -       |    | fabryczny |
| GER | Heinz-Harald Frentzen | 2001      | 5      | -  | -       |    | fabryczny |
| CZE | Tomáš Enge            | 2001      | 3      | -  | -       |    | fabryczny |